# Una nit a l'òpera
Una nit a l'òpera (títol original en anglès: A Night at the Opera) és una pel·lícula estatunidenca dels Germans Marx dirigida per Sam Wood, estrenada el 1935. Aquesta pel·lícula ha estat doblada al català. Va ser la primera pel·lícula dels germans per la MGM, després de la seva ruptura amb la Paramount, i la primera sense Zeppo. Protagonitzada per Groucho Marx, Chico Marx, Harpo Marx, Kitty Carlisle, Allan Jones, Margaret Dumont, Siegfried Rumann, i Walter Woolf King. La pel·lícula és una adaptació de George S. Kaufman, Morrie Ryskind, Al Boasberg (sense acreditar), i Buster Keaton (sense acreditar) d'una història de James Kevin McGuinness.
El 1993, Una nit a l'òpera va ser seleccionada per preservar-se en la National Film Registry dels Estats Units per la Biblioteca del Congrés com a "pel·lícula cultural, històrica o estèticament significativa". També es va incloure en l'actualització de 2007 de l' AFI's 100 Years... 100 Movies, en el número 85.

## Argument
Otis B. Driftwood és un empleat de la Metropolitan Opera de Nova York. La gran música li és indiferent, a tot arreu i tothora. Mrs Claypool, una vídua rica, aspira a l'alta societat i Driftwood li suggereix invertir en l'òpera. Hermann Gottlieb, director del Met, proposa llavors contractar el tenor Lasspari, que té una bonica veu però és molt vanitós i esquerp. Lasspari val al darrere de Rosa, la seva torbadora companya de cant que no somia més que en Riccardo Baroni, un altre tenor, dotat de bona veu, de bon cor, però desconegut del públic.

## Repartiment
- Groucho Marx: Otis B. Driftwood
- Chico Marx: Fiorello
- Harpo Marx: Tomasso
- Kitty Carlisle: Rosa Castaldi
- Allan Jones: Ricardo Baroni
- Walter Woolf King: Rodolfo Lassparri
- Sig Ruman: Herbert Gottlieb
- Margaret Dumont: Sra. Claypool
- Edward Keane: El capità
- Robert Emmett O'Connor: Henderson

## Impacte cultural
Escena de la cabina: En un determinat moment de la pel·lícula van entrant en escena, successivament, un gran bagul amb tres persones dins i 12 persones més, incloent als protagonistes i personal variat de servei del buc en el qual estan embarcats. Sent que l'escena es desenvolupa en una cabina de reduïdes dimensions i amb prou feines caben dins el bagul i les quinze persones, resulta tan còmica l'escena que ha servit per a una dita popular, utilitzat usualment en aquelles situacions en què moltes persones s'apinyen en un habitacle reduït i que adopta habitualment la forma "Això sembla la cabina dels germans Marx". Billy Wilder li va rendir un homenatge a aquesta escena en Some Like It Hot quan al tren que porta l'orquestra femenina a Florida les noies pugen a la llitera de Jack Lemmon (disfressat de dona) i van omplint aquest petit espai fins a límits increïbles per poder beure amb "ella" durant la llei seca.

## Banda sonora
- Alone
- Santa Lucia
- All I Do Is Dream of You
- Cosi-Cosa
- Take Me Out to the Ballgame
- Anvil Chorus (de l'òpera Il Trovatore)
- Miserere (de l'òpera Il Trovatore)
- Stride la vampa (de l'òpera Il Trovatore)
- Di quella Pira (de l'òpera Il Trovatore)
- Strido Lassu (de l'òpera Pagliacci)